# Piskanja
Piskanja (Servisch cyrillisch Пискања) is een plaats in de Servische gemeente  Raška. De plaats telt 486 inwoners (2002).